# Astroloba herrei
Astroloba herrei (укр. Астролоба Герре) — повільно зростаюча стовпчикоподібна сукулентна рослина заввишки 15-30 см роду астролоба (Astroloba) підродини асфоделеві (Asphodelaceae).

## Ареал
Південна Африка (Капська провінція).

## Екологія
Росте на висоті 600–1200 м над рівнем моря.

## Умови зростання
Не переносить морозу. Місце розташування — напівтінь або тінь. Помірний полив, добрий дренаж.